# Coupe d'Amérique de basket-ball 3×3
La Coupe d’Amérique de basket-ball 3×3 (anglais : FIBA 3x3 AmeriCup) est une compétition sportive sous l'égide de la Fédération internationale de basket-ball fondée en 2021.

## Historique
La première édition a lieu en 2021 à Miami, aux États-Unis.

## Palmarès senior

### Tournoi masculin
| 2021 | Miami    | États-Unis | 21–15 | Brésil     | République dominicaine | 21–20 | Porto Rico             |
| 2022 | Miami    | États-Unis | 21–18 | Porto Rico | Brésil                 | 21–9  | Trinité-et-Tobago      |
| 2023 | San Juan | Porto Rico | 18–14 | Brésil     | République dominicaine | 21–15 | Mexique                |
| 2024 | San Juan | États-Unis | 21–18 | Porto Rico | Canada                 | 21–16 | République dominicaine |

### Tournoi féminin
| 2021 | Miami    | États-Unis | 21–9        | Brésil     | Canada     | 18–12 | Porto Rico |
| 2022 | Miami    | Canada     | 15–11       | Brésil     | États-Unis | 17–13 | Colombie   |
| 2023 | San Juan | États-Unis | 21–20       | Brésil     | Canada     | 21–8  | Chili      |
| 2024 | San Juan | Canada     | 19–18 a. p. | États-Unis | Brésil     | 17–16 | Porto Rico |